# Lantages
Lantages é uma comuna francesa na região administrativa de Grande Leste, no departamento de Aube. Estende-se por uma área de 18,87 km². Em 2010 a comuna tinha 226 habitantes (densidade: 12 hab./km²).